# Midnight Series:Moonlight Chicken
『Midnight Series: Moonlight Chicken』 (タイ語: Moonlight Chicken พระจันทร์มันไก่)は、2023年に放送されたタイのテレビドラマシリーズで、ピラパット・ワタナセッシリ (アース)とサハパー・ウォンラート (ミックス)が主演する。本作は3つあるミッドナイトシリーズ(2022–2023)のうちのひとつである。

## 概要
ノッパナッ・チャウィモンが監督し、GMMTVが制作した。2021年12月1日にGMMTVが開催した"GMMTV 2022 Borderless"のイベントにて2022年放送予定の22のドラマシリーズのうちの2つとして紹介されたが、放送は2023年まで延期された。2023年2月8日よりDisney+ Hotstarで毎週水曜日と木曜日の18:00 (ICT)に、その後2023年4月22日から6月10日にかけてGMM 25でも放送された。日本ではLALA TVやTELASAなどで放送されている。

## キャスト

### 主演
- ジム：ピラパット・ワタナセッシリ (アース)
- ウォン：サハパー・ウォンラート (ミックス)

### 助演
- ガイパー：タナワット・ラッタナキトパイサーン (カオタン)
- アラン：カナパン・プイトラクーン (ファースト)
- ハート：ノラウィット・ティティチャロエンラック (ジェミナイ)
- リーミン：ナッタワット・ジローティクン (フォース)
- サーレン：パーキン・クナーアヌウィット(マーク)
- プレウ：ベンヤーパー・ジーンプラソーム (ヴィウ)
- ジンタナー(ハートの母)：ポーンナパー・テープティンナコーン (スイ)
- ジャム(リーミンの母)：ピジカー ジッタプッタ (ルークワー)
- スポット巡査部長(ハートの父)：スラファン・チャオパクナム (エー)
- ビーム：プロンフィリヤ・トンプッタラック (パーペン)
- ゴン：キティサック・パトムブーラナー (ジャック)
- クワン：インティポン・タムスキン (マキシン)

### ゲスト出演
- チャウィン(ウォンの義父)：Chokchai Charoensuk (3話)
- 歌手：アラン・アサワスーブサクーン (フォード) (4話)
- ウェイター：ノッパナッ・チャウィモン (Aof) (5話)
- ミルクティー売り：コーンプロム・ニムヨンシン (ウー) (5話)
- クリッサディー・プアングラヨン (バンク)

## オリジナルサウンドトラック
| タイトル                     | アーティスト                                | 備考  |
| ---------------------------- | ------------------------------------------- | ----- |
| The Moon Represents My Heart | Earth, Mix, First, Khaotung, Fourth, Gemini | [ 5 ] |
| พรุ่งนี้ (Tomorrow)              | Fourd Arun                                  | [ 6 ] |

## エピソード
| 話数 | タイトル                                       | 放送日        |
| ---- | ---------------------------------------------- | ------------- |
| 1    | พระจันทร์เป็นใจ (Only You in the Full Moon Night) | 2023年2月8日  |
| 2    | ข้าวมันไก่ชั่วคราว (The Temporary Chicken Rice)     | 2023年2月9日  |
| 3    | คืนฝันวันเพ็ญ (The Dream of the Eternal Moon)      | 2023年2月15日 |
| 4    | เที่ยงคืนของชีวิต (The Midnight of Lifetime)        | 2023年2月16日 |
| 5    | คนไม่ใช่ในวันที่ถูก (Wrong You in the Right Time)    | 2023年2月22日 |
| 6    | ลืมไม่ลบ ลบไม่ลืม (The Walk to Forget and Forgive) | 2023年2月23日 |
| 7    | แทนใจด้วยจันทร์ (My Heart Represents the Moon)    | 2023年3月1日  |
| 8    | บ้านที่สร้างขึ้นเอง (The Self-made House and Home)   | 2023年3月2日  |